# 佐藤佑介 (1959年生)
佐藤 佑介（さとう ゆうすけ、1959年7月3日 - 没年不詳）は、日本の俳優。かつてはサンミュージックに所属していた。
同姓同名の俳優（1982年生の佐藤佑介）がいるため、しばしば出演歴が混同されて記載される場合があった。

## 来歴・人物
東京都新宿区出身。兄が二人いる。東京都立代々木高等学校卒業。
1972年に新宿紀伊国屋に買い物に出掛けた際にCMディレクターの杉山登志に見出され、同年、資生堂のTVCMでデビュー。当時は美少年として注目をされていた。
俳優デビューはサンミュージックに所属した1974年から。当初は、青春を描いた映画やテレビドラマに多数出演し秋吉久美子や原田美枝子、桜田淳子などの相手役を務めた。その後は、『大岡越前』にレギュラー出演するなど、時代劇の映画や舞台で活動していた。
1998年に芸能活動を休止。
2009年か2010年に病気のため死去。
かつての所属事務所サンミュージックの現社長である岡博之が、2023年に発行した著書の中で「佐藤佑介が病気で亡くなってしまった」と記載している。

## 主な出演作品

### 映画
- 恋は緑の風の中（1974年、家城プロ、配給：東宝） - 主演
- はだしの青春（1975年、松竹）
- スプーン一杯の幸せ（1975年、松竹＝サンミュージック）
- 青春讃歌 暴力学園大革命（1975年、東映東京）
- 大地の子守歌（1976年、行動社＝木村プロ、配給：松竹）
- パーマネント・ブルー 真夏の恋（1976年、松竹大船撮影所）
- 恋の空中ぶらんこ（1976年、東宝）
- 愛情の設計（1977年、松竹＝サンミュージック）
- 赤穂城断絶（1978年、東映京都撮影所）
- わが青春のイレブン（1979年、東映東京）
- 徳川一族の崩壊（1980年、東映京都撮影所）
- 刑事物語3 潮騒の詩（1984年、東宝） - 木崎刑事 役
- 空海（1984年、東映） - 泰範 役
- バカヤロー!3 へんな奴ら 第3話「会社をナメるな」（1990年、光和インターナショナル、配給：松竹） - 黒部修 役
- マリーの獲物（ゲーム）（1996年、ファニーエンジェル） - 広瀬 役

### テレビドラマ
- 東芝日曜劇場（TBS）
  - 七夕の客（1975年）
  - 初春と恋（1977年）
  - わかれ道（1977年）
  - 妻の座（1978年）
- 青葉繁れる（1974年、TBS）
- 刑事くん（第3部・第47話「犯人はボクです!」にゲスト出演）（1975年、TBS）
- はじめまして（1975年）
- 明日がござる（1975年 - 1976年、TBS）
- 新宿警察 第22話「新宿・初恋」（1976年、フジテレビ）
- 泣かせるあいつ（1976年、日本テレビ）
- 冬の旅（1976年、フジテレビ系ライオン奥様劇場）
- 風が燃えた（1978年、TBS）
- カレー屋ケンちゃん（1979年 - 1980年、TBS） - ケイスケ 役
- 青春諸君!（1979年 - 1980年、TBS系） - 木内 役
- ときめき十字星（1980年 - 1981年、東京12チャンネル）
- 玉ねぎむいたら…（1981年、TBS系）
- おんな太閤記（1981年、NHK大河ドラマ）- 徳川秀忠 役
- 土曜ワイド劇場 幽霊シリーズ 第6話「幽霊温泉 迷探偵コンビ死の旅へ！」（1981年11月7日、テレビ朝日） - 今泉誠 役
- 竜馬がゆく（1982年、テレビ東京系12時間超ワイドドラマ）
- 時代劇スペシャル
  - 岡っ引どぶ 「逆さ吊り殺人事件の影にひそむ奇怪な陰謀の謎!!」（1981年、フジテレビ系） - 独楽丸 役
  - 岡っ引どぶ 「京洛殺人事件」（1982年） - 独楽丸 役
  - 清水次郎長シリーズ（1981年、1982年） - 仙右衛門 役
- ザ・サスペンス「柿ノ木坂の首吊り殺人事件」（1982年、TBS系）
- 必殺仕事人III第26話「嫁の勤めを果たしたのは加代」（1983年、朝日放送） - 伊之助 役
- 必殺仕事人IV 第6話「お加代 商売敵の出現にあわてる」（1983年、朝日放送） - 吉之助 役
- 火曜サスペンス劇場（日本テレビ）
  - 「電話魔」（1984年5月8日）
  - 「祝・殺人」（1988年6月21日） - 柴田刑事 役
- 水戸黄門（TBS / C.A.L）
  - 第15部 第26話「黄門様の婿入り志願 -敦賀-」（1985年7月22日） - 清太 役
  - 第18部 第22話「祇園太鼓で悪退治 -小倉-」（1989年2月13日） - 辰之助 役
  - 第19部 第7話「人買い光右衛門 -尾花沢-」（1989年11月6日） - 仙太 役
  - 第20部
    - 第17話「秘伝盗みの弟子修行 -唐津-」（1991年3月4日） - 源太郎 役
    - 第38話「呑ん兵衛医者の秘密 -酒田-」（1991年7月29日） - 新太郎 役

  - 第21部
    - 第1話「悪鬼が巣喰う岡崎城 -水戸・岡崎-」（1992年4月6日） - 秋野兵馬 役
    - 第21話「身ぐるみ剥がれた黄門様 -伊丹-」（1992年8月24日） - 六之助 役

  - 第22部 第11話「弟思いのあほんだら兄貴 -大坂-」（1993年7月26日） - 清次 役
  - 第23部
    - 第5話「涙でついた母の嘘 -追分-」（1994年8月29日） - 清七 役
    - 第21話「津和野銘菓は恋の味 -津和野-」（1994年12月26日） - 佐助 役

  - 水戸黄門外伝 かげろう忍法帖 第11話「非情の試し撃ち」（1995年7月31日） - 京次 役
  - 第24部 第11話「悪を懲らした大予言 -松山-」（1995年11月27日） - 友吉 役
- 大岡越前 第9部〜第14部（1985年 - 1996年、TBS / C.A.L） - 立花喬之助 役
- 暴れん坊将軍II SP「勅使下向、天下を賭けた江戸っ子神輿!」（1985年、ANB / 東映） - 清二郎 役
- 花王名人劇場「青春ドラマ・ポケットに手を入れるな!」（1986年3月23日、関西テレビ） - マンガ 役
- 木曜ドラマストリート「寝台特急・出雲3号グルメ殺人旅行」（1986年6月5日、フジテレビ）
- 水曜ドラマスペシャル「山陰殺人事件」（1986年8月6日、TBS） - 大沢隆行 役
- 江戸を斬るVII 第14話「命がけの大嘘つき」（1987年4月27日、TBS / C.A.L） - 佐太郎 役
- ザ・ドラマチックナイト「心はロンリー気持ちは「…」」（1987年10月2日、フジテレビ）- 十五年後のピカ 役
- 名奉行 遠山の金さん 第1シリーズ 第15話「般若心経殺人事件」（1988年8月25日、テレビ朝日 / 東映） - 清太郎 役
- 翔んでる!平賀源内 第12話「天下一品南蛮揚げ」（1989年7月24日、TBS） - 圭太郎 役
- 月曜・女のサスペンス「寝台特急『あけぼの1号』の女」（1990年1月8日、テレビ東京）
- 愛と疑惑のサスペンス「偽りのイヤリング」（1994年1月10日、関西テレビ）
- 時代劇スペシャル テレビ東京開局30年・劇団俳優座創立50周年記念ドラマ「荒木又右衛門 男たちの修羅」（1994年10月5日、テレビ東京 / 松竹）
- 月曜ドラマスペシャル「 一色京太郎事件ノート4 京都西陣に消えた女」（1997年2月3日、TBS） - 寒河江雅幸 役
- ウルトラマンダイナ 第14話「月に眠る覇王」（1997年12月6日、MBS / 円谷プロ） - シマダ研究員 役

### オリジナルビデオ
- 女ギャンブラー リベンジ香港（1991年）
- ピーチ白書 もっとおアツいのが好き（1991年）※友情出演

### CM
- 資生堂
  - シフォネット オートマスカラ 「影も形も・軽井沢」 （1973年）
  - シフォネット パウダーアイシャドウ 「影も形も・図書館」 （1973年）
- カンコー学生服
- ハウス食品工業 - シャンメン 「私作る人、僕食べる人」 （1975年）

## ディスコグラフィー
- 『五線紙からはみ出た僕の詩』 （1976年、LP）

## 著書
- 『佑介のビバ!青春』（1975年8月2日、秋元文庫YOUNG・シリーズE21）